# Воздушный поцелуй (фильм)
«Возду́шный поцелу́й» (англ. Butterfly Kiss) — британская драма 1995 года режиссёра Майкла Уинтерботтома.

## Сюжет
Мириам, одинокая немного не от мира сего девушка, работает продавщицей в небольшом магазинчике на заправке. Там она встречает садомазохистку и серийную убийцу Юнис. Юнис носит под одеждой цепи, оплетающие её тело, и скитается по дорогам Англии якобы в поисках Джудит, своей возлюбленной. Ей удаётся быстро подчинить себе наивную Мириам, вовлечь её в свой мир бродяжничества, убийств и секса. На стоянке грузовиков Юнис отдаёт Мириам одному из водителей, несмотря на её сопротивление, а потом спасает, убив мужчину. Вскоре и Мириам совершает убийство, по ошибке приняв секс Юнис с попутчиком за изнасилование. В конце концов они добираются до океана. Там Мириам помогает Юнис совершить самоубийство. Мириам арестовывают и сажают в психиатрическую больницу, но она так до конца и не понимает, в чём виновата.

## В ролях
| В ролях        |  | Персонаж        |
| -------------- |  | --------------- |
| Аманда Пламмер |  | Юнис            |
| Саския Ривз    |  | Мириам          |
| Кэти Джэмисон  |  | Венди           |
| Дес МакАлир    |  | Эрик МакДермотт |
| Лиза Рейли     |  | Дэниель         |